# Kappa

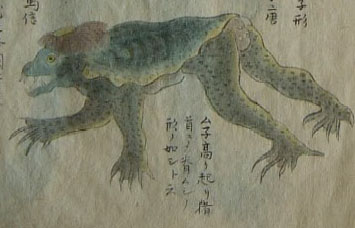
Ilustração de kappa que dizem ter sido capturado em uma rede de peixes em Mito no ano de 1801. Ilustração retirada de de Koga Tōan (1820).

Kappa (河童, 'criança do rio'), Kawatarō (川太郎, 'garoto do rio') ou ainda Kawatora (川虎, 'tigre do rio') é um youkai aquático do folclore japonês. Ele pode ser tanto benéfico quanto maléfico e os japoneses acreditam que há algumas maneiras de se proteger contra um kappa maldoso. Os kappa deram também seu nome a uma forma de sushi e a uma série de animação (Kappa Mikey).

## Forma física

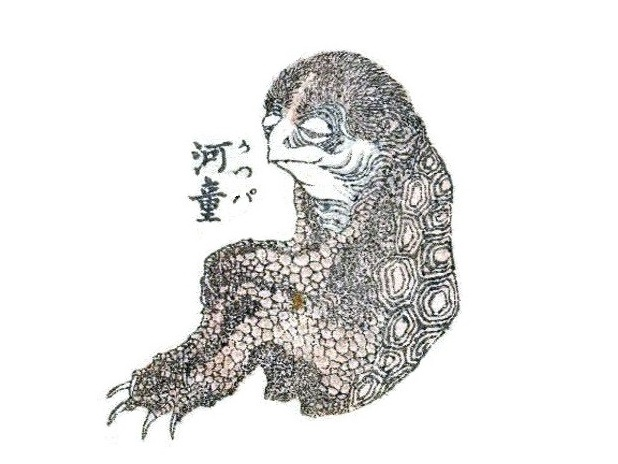
Kappa desenhado por Katsushika Hokusai.

É um espírito anfíbio do folclore japonês. Quando plenamente desenvolvido, um kappa tem o tamanho de uma criança de dez anos e ele é hermafrodita. Sua pele é escamosa e verde-amarelada; tem cara de macaco, costas de tartaruga; as mãos e os pés têm membranas, para nadar mais facilmente. Talvez seu traço físico mais característico seja uma depressão em forma de pires no topo da cabeça, que deve sempre conter água, para que o kappa possa conservar seus poderes sobrenaturais e sua força extraordinária quando está em terra.

## Comportamento
Os kappas vivem em rios, lagos e lagoas, mas nunca hesitam em subir a terra firme em busca de sua presa. Tradicionalmente os contos retratam-nos como mal-intencionados, ávidos por sugar as entranhas de sua vítima e beber seu sangue. Diz-se que adoram especialmente o fígado humano. Mas também são representados como inteligentes e honrados. Diz-se que a humanidade aprendeu a arte de curar fraturas de ossos com um kappa, que ofereceu esse conhecimento em troca do seu braço amputado em uma de suas aventuras de pilhagem. Os braços e as pernas de um kappa, quando presos de novo ao corpo, ficam como novos em questão de dias. Os kappas são conhecidos por preferirem pepinos e adorarem se envolver em lutas de sumô. Eles são frequentemente acusados de agredir humanos na água e de remover um órgão mítico chamado shirikodama (尻子玉) do ânus de suas vítimas.

## Proteção
O melhor método para subjugar um kappa é cumprimentá-lo muitas vezes, curvando a cabeça, como fazem os japoneses. Como é uma cortesia fora do comum, o kappa vai sentir-se obrigado a curvar a cabeça, em resposta. Após vários cumprimentos com a cabeça, todo o líquido (que lhe dá poderes e força, fora da água) terá se derramado do topo de seu crânio e ele será forçado a voltar ao seu lar aquático. Outra estratégia para aplacar um kappa mal-intencionado é dar-lhe pepinos para comer, pois trata-se de seu alimento predileto. Diz-se que riscar o nome dos familiares na casca de pepinos e depois jogá-los dentro da água protege essas pessoa contra os kappas, que, ao aceitarem os pepinos para comer, ficam moralmente obrigados a não fazer mal a essas pessoas.

## Kappa maki
Essa ligação lendária entre kappas e pepinos tornou-se um elemento tão arraigado na cultura japonesa que o sushi recheado com pepino é hoje é chamado de kappa maki.
1. ↑  Dylan Foster, Michael (2015). The Book of Yokai. [S.l.: s.n.] p. 162. ISBN 978-0-520-95912-5